# Баня (картина)
«Ба́ня» — картина русской художницы Зинаиды Серебряковой (1884—1967), оконченная в 1913 году. Принадлежит Государственному Русскому музею в Санкт-Петербурге (инв. Ж-1907). Размер картины — 135 × 174 см. Также употребляется название «В бане». Полотно «Баня» считается первой большой картиной Серебряковой. Его относят к ряду основных произведений художницы, наряду с автопортретом «За туалетом» (1909, ГТГ), а также картинами «Жатва» (1915, ОХМ) и «Беление холста» (1917, ГТГ).
Зинаида Серебрякова работала над полотном «Баня» в 1912—1913 годах — в основном в Санкт-Петербурге, в своей мастерской, расположенной на Васильевском острове. Работа над картиной была завершена осенью 1913 года. После этого полотно было представлено на выставке объединения «Мир искусства», которая проходила в Санкт-Петербурге и Москве в ноябре — декабре 1913 года.
Искусствовед Сергей Эрнст писал, что в картине «Баня», написанной Серебряковой, «мечта её о гармонической живописи нашла полное воплощение». Он отмечал, что в этом произведении художнице «дано было почувствовать и передать выражение женственности, весь узор её, мягкий и простой». По словам искусствоведа Валентины Князевой, в картине «Баня» Серебрякова «приблизилась к созданию возвышенного образа, к монументализации, и в этом заключалась оригинальность интерпретации ею крестьянской темы».

## История
Зинаида Серебрякова (урождённая Лансере) работала над картиной «Баня» в 1912—1913 годах. В этот период она жила в Царском Селе, иногда выезжая в Крым, а также в семейное имение Нескучное, которое располагалось рядом с одноимённым селом Курской губернии. 22 января 1912 года у Серебряковой в дополнение к двум сыновьям родилась дочь Татьяна, а 28 июня 1913 года — вторая дочь, Екатерина. Часть времени художница проводила в Санкт-Петербурге; там же, в её мастерской на Васильевском острове, и проходила основная работа над картиной.

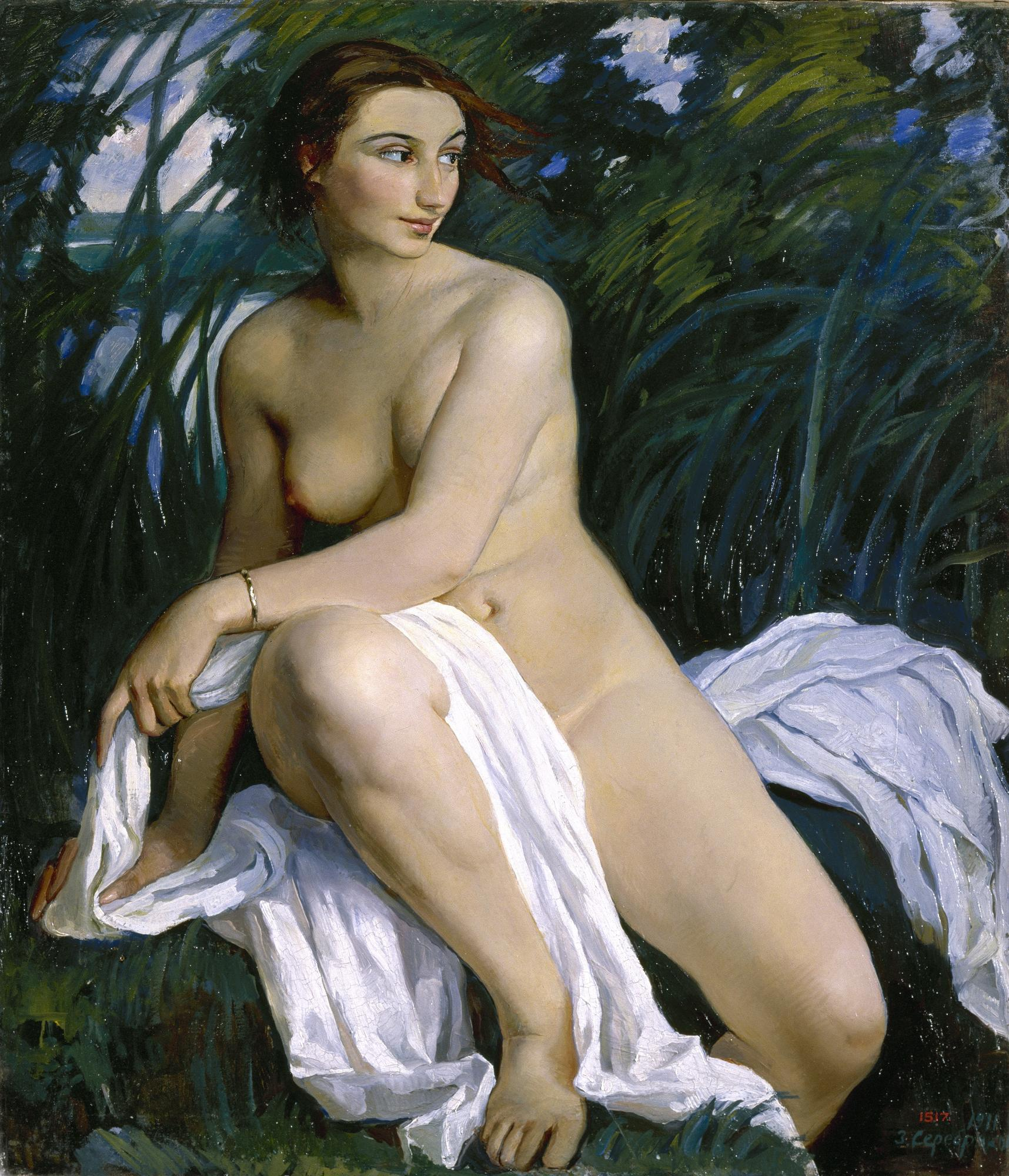
З. Е. Серебрякова. Купальщица (1911, ГРМ)

Много лет спустя, в письме к искусствоведу Алексею Савинову от 14 июля 1957 года, Серебрякова писала: «Что привлекало меня к теме „Баня“ и вообще к писанию нагого тела? Я всегда увлекалась темой „ню“ и сюжет „Бани“ был лишь предлогом для этого, и Вы правы, что это просто „потому, что хорошо человеческое юное и чистое тело“». Первой картиной Серебряковой в жанре «ню» считается написанная в 1911 году «Купальщица» (холст, масло, 98 × 89 см, ГРМ), для которой ей позировала её сестра Катя, которая, кстати, была очень похожа на саму художницу. После этого Серебрякова увлеклась идеей создания полотна, изображающего русскую баню.
В процессе работы над картиной «Баня» Серебрякова создала много этюдов и набросков с натуры. Среди них наиболее известен одноимённый этюд, также принадлежащий Государственному Русскому музею (холст, масло, 102 × 82,5 см, инв. Ж-1909). На этюде изображены шесть женских фигур — две на переднем плане и ещё четыре в глубине. По словам искусствоведа Валентины Князевой, «этюд пленяет женственностью и поэтичностью образов, живой передачей натуры»; в то же время она отмечает его камерный характер, связанный с жанровой трактовкой темы. Серебрякова начала работу над этим этюдом летом 1912 года, иногда его называют первым, неоконченным вариантом картины «Баня».
В Русском музее также хранятся большие картоны Серебряковой, созданные ею при работе над картиной «Баня». В этих натурных этюдах, выполненных углём на картоне, художница пытается передать разнообразные позы и движения натурщиц. Значительное внимание она уделяет «светотеневой моделировке форм, облагораживанию пропорций, выявлению плавных „женственных“ линий».

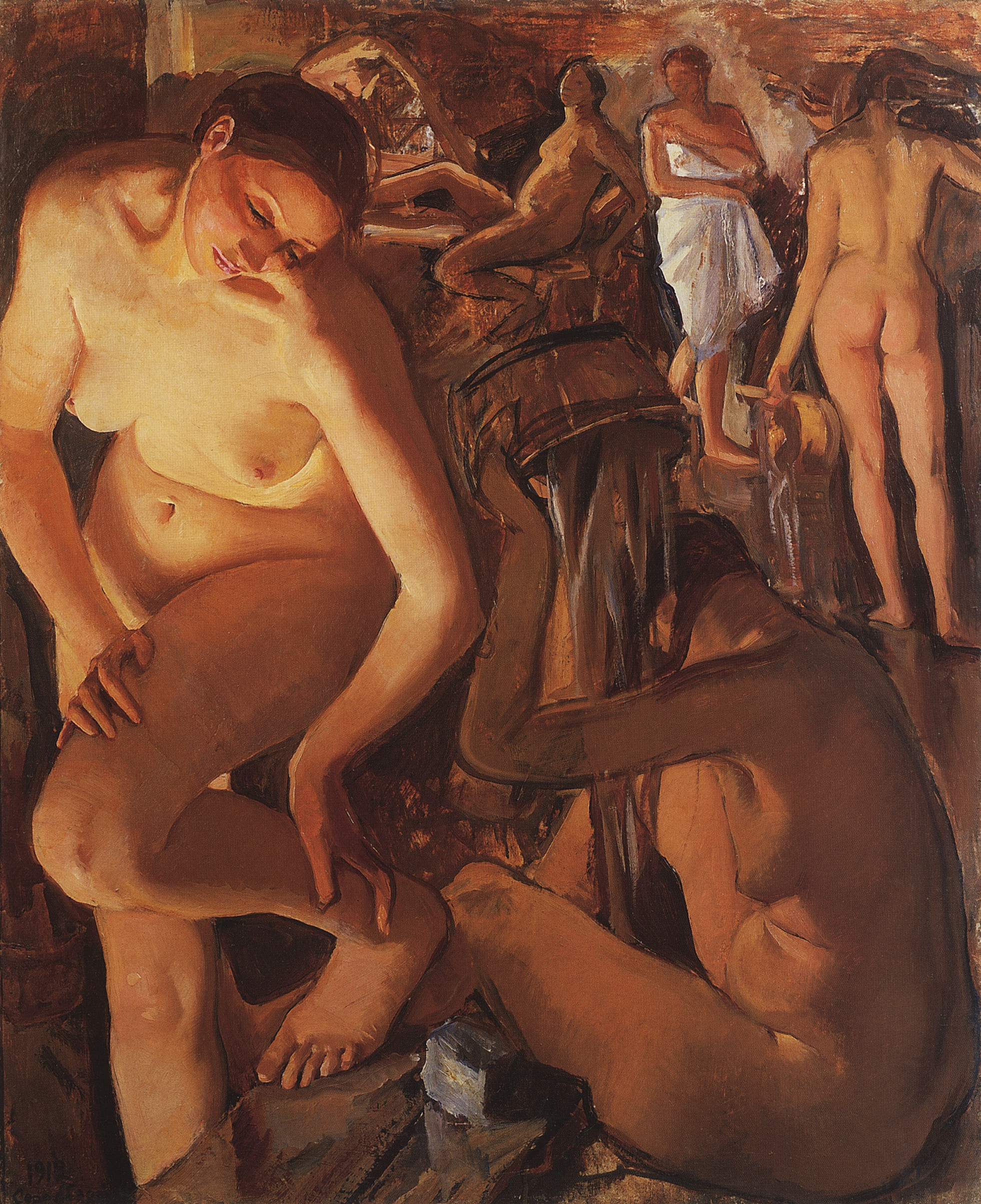
З. Е. Серебрякова. Баня (этюд, 1912, ГРМ)

Одной из моделей для второго, основного варианта картины «Баня» была Василиса Дудченко — крестьянка из села Нескучное, в течение ряда лет работавшая кухаркой в семье Лансере — Серебряковых. В своих воспоминаниях Дудченко писала: «Я позировала ей. Я там в центре стою, нагнувшись, но лицо моё закрыто женщиной, сидящей с тазиком». Остальные натурщицы были выбраны из девушек, которые служили домработницами в знакомых семьях. По-видимому, многие из них были крестьянского происхождения, и вообще подразумевалась деревенская баня — по словам Алексея Савинова, эта картина «была существенно важным шагом в приближении Серебряковой к темам деревни и её людей».
Работа над основным вариантом картины «Баня» была закончена осенью 1913 года. После этого полотно было представлено на выставке объединения «Мир искусства», которая проходила в Санкт-Петербурге и Москве в ноябре — декабре 1913 года. Картина поступила в Государственный Русский музей в 1937 году от коллекционера Григория Гринштейна.
Впоследствии картина «Баня» экспонировалась на ряде выставок, в том числе на экспозициях «Зинаида Серебрякова. „Обнажённые“» (октябрь — ноябрь 2007 года) и «Неоклассицизм в России» (октябрь 2008 года — январь 2009 года), организованных в корпусе Бенуа Русского музея. Она также была одним из экспонатов ретроспективной выставки работ Серебряковой, проходившей в апреле — июле 2017 года в Инженерном корпусе Третьяковской галереи.

## Описание
В отличие от первого варианта (этюда), в котором Серебрякова использовала вертикальный формат холста, в основном варианте картины художница выбрала горизонтальный формат. На полотне изображены одиннадцать молодых женщин. По сравнению с подготовительными материалами, художница смягчила остроиндивидуальные особенности натурщиц, «облагородила лица, удлинила пропорции». В трактовке обнажённых тел появилась определённая идеализация, связанная с мечтой художницы о прекрасном в человеке, — «образ русской крестьянки здесь возвышен, в нём синтезировано конкретное, изученное в натуре, и черты искомого идеала».

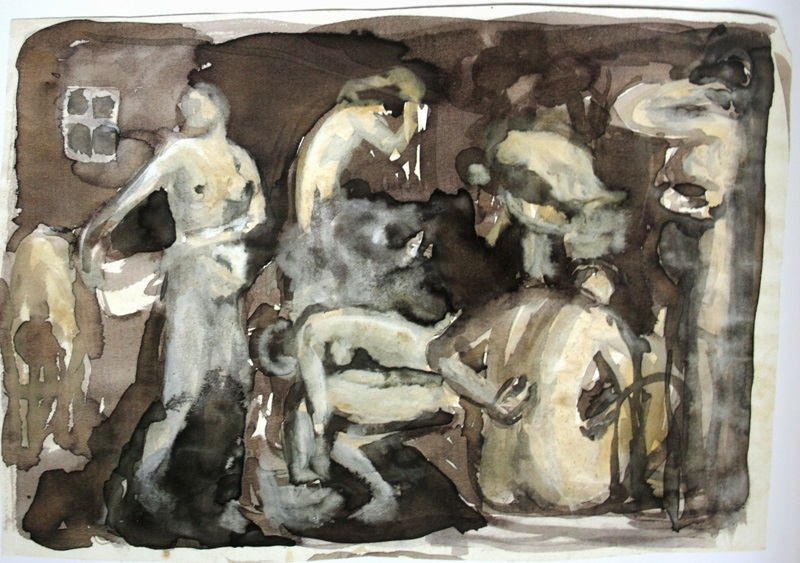
З. Е. Серебрякова. Баня (эскиз, бумага, акварель, белила, 15.8 × 22.7 см, 1912—1913, Петергоф)

Особое внимание Серебрякова уделяет «взаиморасположению и ритмической согласованности превосходно пластически проработанных женских тел». Женские фигуры показаны в разных позах и ракурсах, плотно заполняя собой пространство полотна. Они занимаются обычными делами — моют головы, несут воду, обливаются из шаек, выжимают волосы, сидят на полках, некоторые погружены в созерцание, но, несмотря на обыденность их действий, «мнится, что изображён торжественный ритуал».
При переходе от переднего к заднему плану размеры фигур постепенно уменьшаются, создавая иллюзию пространственной глубины.
При расстановке женских фигур центральной группы используется треугольная схема, которая позволяет расположить их так, чтобы они не заслоняли друг друга. В нарушение академических канонов композиция срезана краями полотна, что «вносит ощущение фрагментарно увиденной и живо запечатлённой сцены» — такой приём был характерен для живописи начала XX века. Сильные, красивые женщины, изображённые на переднем плане, хорошо освещены и, насколько это возможно, приближены к зрителю. Этим они отличаются от других фигур, которые написаны в характерных для мытья в бане позах. Центральные персонажи выглядят будто бы непричастными к происходящему действию, на что указывает их облик, «с лёгкой таинственной улыбкой на губах и отстранённым взглядом выразительных глаз».
Искусствовед Алексей Савинов, обсуждая эту картину, отмечал, что, при всей правдивости, полная точность не была главной целью Серебряковой — «в воздухе нет пара, помещение деревенской бани неоправданно велико, тела обливающихся водой девушек остаются сухими». Савинов полагал, что художница использовала этот сюжет, чтобы показать обнажённые женские фигуры при различных движениях и поворотах.

## Отзывы
Искусствовед Сергей Эрнст, автор первой монографии о Серебряковой, писал, что в картине «Баня», законченной художницей в 1913 году, «мечта её о гармонической живописи нашла полное воплощение». Об этом свидетельствует «и общий спокойный колорит полотна, выдержанного в искусно варьируемом и обогащаемом розово-золотом тоне смуглого нагого тела, и несложность композиции, столь приятной спокойными положениями фигур». По словам Эрнста, в этом произведении Серебряковой «дано было почувствовать и передать выражение женственности, весь узор её, мягкий и простой».

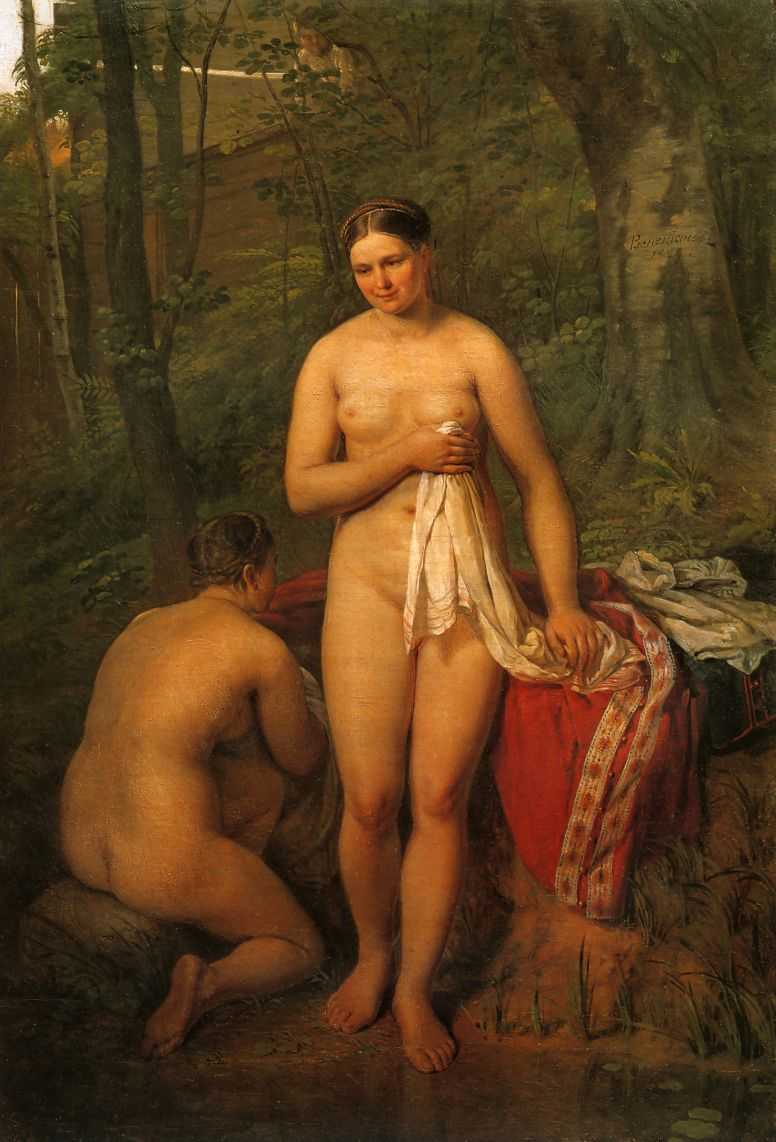
А. Г. Венецианов. Купальщицы (холст, масло, 52 × 36 см, 1829, ГРМ)

Искусствовед Алексей Савинов писал, что в начале XX века в русской живописи часто можно было встретить наготу на картинах, но во многих случаях она выглядела либо соблазнительно до пошлости, либо идеализированно до безразличия. Обсуждая картину «Баня», Савинов отмечал, что перед произведением Серебряковой таких ощущений не возникает — «девушки её картины окрепли в труде и чужды изнеженности, их нагота здорова и спокойна». По его словам, сильные фигуры девушек, изображённых на картине, и их неторопливые движения вызывают «ощущение целомудренного покоя», а их лица — «милые, иногда курносые и скуластые» — свидетельствуют об их независимости и скромности.
В своей монографии о Серебряковой искусствовед Валентина Князева пишет, что в картине «Баня» художница «приблизилась к созданию возвышенного образа, к монументализации, и в этом заключалась оригинальность интерпретации ею крестьянской темы». Князева отмечает, что в этом произведении присутствуют приёмы старого академизма, а также то, что в нём заметно следование традициям Алексея Венецианова — в первую очередь, его картины «Купальщицы», написанной в 1829 году. Близкую связь между произведениями Серебряковой и Венецианова также отмечал Алексей Савинов — он писал, что «оба они были родственны друг другу в утверждении русской красоты, воплощённой в девушке-крестьянке». Художественный критик Михаил Боде, проводя параллель между картиной «Баня» и творчеством французского художника-академиста Жана-Огюста-Доминика Энгра (автора «Турецкой бани» и ряда других картин в жанре «ню»), называет стиль Серебряковой «энгризмом с поправкой на российские типажи и память о Венецианове».
В статье, посвящённой столетию со дня рождения Серебряковой, искусствовед Александра Амшинская писала, что в картине «Баня» «осознание человеком себя, своего тела, своей физической природы проходит через изображение чрезвычайно важного ритуала русской крестьянской жизни». Именно отсюда, по её мнению, и проистекают «целомудренная красота и душевная чистота, которыми пронизано изображение обнажённого тела». По словам Амшинской, в картине «Баня» нет сиюминутной конкретной сюжетности, зато есть обобщённость. Женские фигуры, изображённые на полотне, неподвижны, они замерли в достаточно условных позах, и такое отсутствие движения делает эту картину похожей на панно.